# Stephen Chow

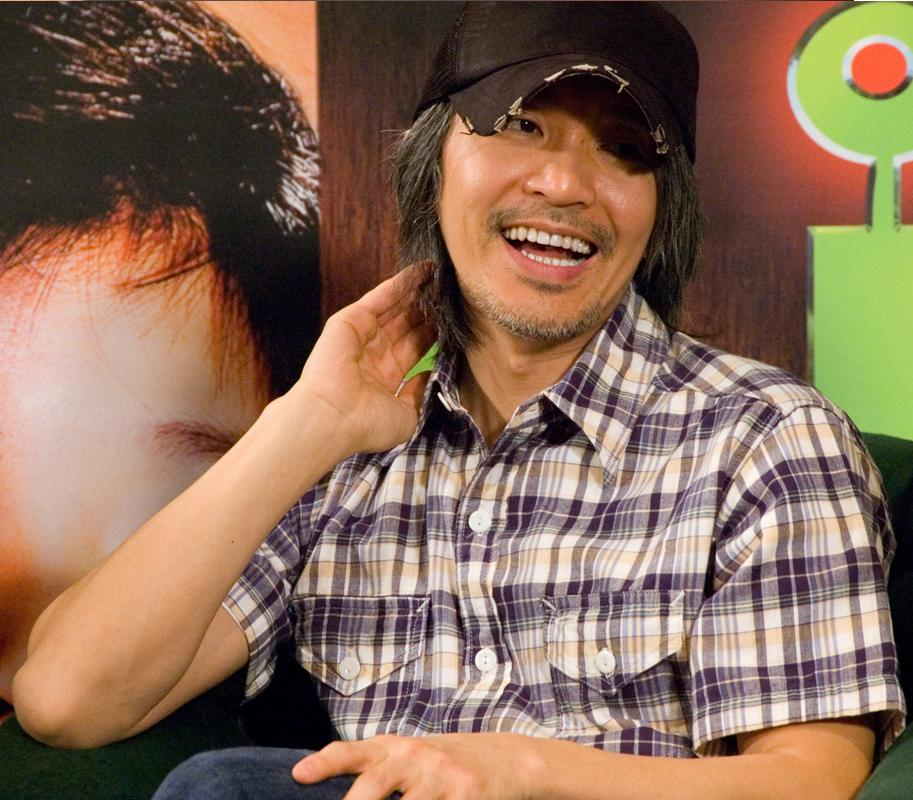
Stephen Chow vid en presskonferens i Kuala Lumpur, Malaysia i februari 2008.

Stephen Chow 周星驰 (Uttal kantonesiska: Zau1 Sing1-ci4, uttal pinyin: Zhōu Xīngchí）, född 22 juni 1962 i Hongkong, är en kinesisk skådespelare och filmmakare. Han är en av de mest kommersiellt gångbara filmskaparna på den kinesiska marknaden (Fastlandskina och Hongkong), och hans film The Mermaid (美人鱼) från 2016 blev den mest inkomstbringande kinesiska filmen någonsin, sett till biljettintäkter.

## Filmlista
- Shaolin Soccer - 2003
- Kung Fu Hustle - 2004
- CJ7 - 2008
- Journey to the West: Conquering the Demons - 2013
- The Mermaid - 2016